# Trzy dni z życia
Trzy dni z życia (tytuł oryginalny: Tre ditë nga një jetë) – albański film fabularny z roku 1986 w reżyserii Lisenki Malaja.

## Opis fabuły
Akcja filmu rozgrywa się w środowisku filmowym. Dwaj młodzi reżyserzy: Ilir i Sandri przygotowują nowy film, który ma przedstawiać heroizm partyzantów, walczących przeciwko okupantom w czasie II wojny światowej. Bohaterem filmu ma być staruszek, który chce wtrącać się do każdej sceny i w każdym epizodzie filmu chciałby zagrać jakąś rolę.
Film realizowano w Tiranie.

## Obsada
- Bujar Asqeriu jako reżyser
- Kastriot Çaushi jako scenarzysta
- Thimi Filipi jako Gaqo
- Birçe Hasko jako starzec
- Vangjel Heba jako heroiczny starzec
- Jani Riza jako Prifti
- Ndriçim Xhepa jako kurier